# Wiesing (Altenthann)
Wiesing ist ein Ortsteil der Gemeinde Altenthann im Oberpfälzer Landkreis Regensburg (Bayern).

## Geografische Lage
Die Einöde Wiesing liegt in der Region Regensburg, ungefähr drei Kilometer nordöstlich von Altenthann.

## Geschichte
Wiesing (ursprünglich: Wisern) ist kein echter -ing-Ort. Der Ort ist in einer späteren Siedlungswelle entstanden. Es wurde 1521 erstmals schriftlich erwähnt. Wiesing war in den Händen des Klosters Reichenbach und im Zuständigkeitsbereich des Landgerichts Donaustauf.
Zum Stichtag 23. März 1913 (Osterfest) gehörte Wiesing zur Pfarrei Pettenreuth und hatte ein Haus und 11 Einwohner.
Am 31. Dezember 1990 hatte Wiesing 7 Einwohner und gehörte zur Pfarrei Pettenreuth.